# سارا زاهدی
سارا زاهدی ( متولد ۱۹۸۱ در تهران) دانشیار ایرانی-سوئدی مؤسسه سلطنتی فناوری سوئد است که در سال ۲۰۱۶ برنده جایزه انجمن ریاضیات اروپا شد. تحقیقات او در ارتباط با بهبود شبیه‌سازی کامپیوتری رفتار سیالاتی که با هم مخلوط نمی‌شوند مثل آب و نفت اهمیت دارد.